# Live and Acoustic at Park Ave.
Live and Acoustic at Park Ave. es un EP de la banda Snow Patrol. Se compone de cinco canciones del grupo. Fue puesto a la venta a finales de 2005. Todas las canciones fueron grabadas en vivo y en acústico.

## Lista de canciones
1. "Spitting Games". 4:19
2. "How To Be Dead". 3:17
3. "Grazed Knees". 2:41
4. "Chocolate". 2:34
5. "Run". 4:47

- Datos: Q3243345